# Nederlandse HKD Federatie

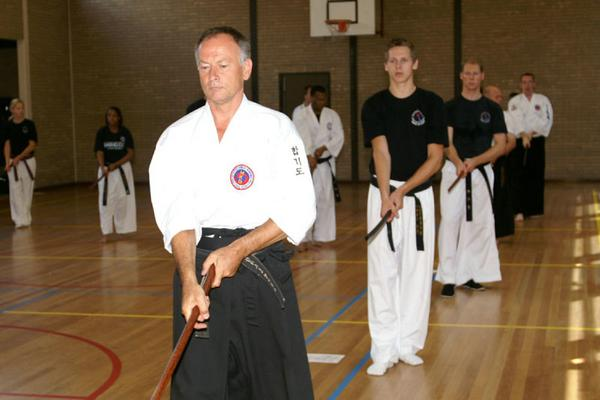
Leden van de NHF in actie tijdens een bondsdag

De Nederlandse HKD Federatie (NHF) is een vereniging die als doel heeft de belangen van beoefenaars van hapkido, hankido en hankumdo in Nederland te behartigen. 
De organisatie werd in 1983 opgericht door Robert Pellikaan, onder de naam Hapkido Bond Nederland. In 1995 werd de naam van deze organisatie veranderd in Nederlandse Hapkido Federatie en nog weer later in Nederlandse H.K.D Federatie. Dit gebeurde om de band met de overkoepelende International H.K.D. Federation (IHF) duidelijker naar voren te doen komen. Sinds 2014 is de NHF aangesloten bij de World Hankimuye Federation in Zuid-Korea.

## IHF
De NHF was sinds 1983 officieel vertegenwoordiger van de IHF in Nederland, maar diploma's voor dangraden werden reeds eerder via deze organisatie aan de Nederlandse hapkido-ers verstrekt. De HBN is daarmee de oudste organisatie in Nederland die deze Koreaanse vechtkunsten onderwijst en promoot in Nederland. In 1986 bracht grootmeester Myung Jae-nam voor het eerst een bezoek aan Nederland om zijn nieuwe stijl, hankido, te promoten. In 1989 volgende een twee bezoek waarbij Myung Jae-nam geassisteerd werd door Ko Baek-yong. Omdat meester Ko Baek-yong de rol van IHF hoofdinstructeur overgenomen had van Myung, kreeg hij tevens de verantwoordelijkheid over de verdere ontwikkeling van hankido in Nederland.  

## NHF
Robert Pellikaan emigreerde in 1993 terug naar Nieuw-Zeeland. Sindsdien heeft Tijmen de Heus (4de dan) deze positie overgenomen. In 1997 werd hij door grootmeester Myung Jae-nam officieel in deze functie aangesteld. Hoewel de NHF officieel aan de IHF gelieerd was, verliepen de contacten met deze Koreaanse organisatie via Ko Baek-yong. Ko Baek-yong was tot zijn overlijden in 2017 de technische supervisor van de NHF. Het technisch curriculum van de NHF is nu in handen van Leon de Heus (8de dan). Leon was een directe leerling van Ko Baek-yong.  

## Scholen
De volgende scholen aangesloten bij de NHF:
- Baekyongkwan - Alphen aan den Rijn
- Chongmukwan - Amsterdam
- Chongmukwan - Almere
- Jaeilkwan - Rosmalen
- Jaeilkwan - Den Bosch
- Chongmukwan - Emmeloord
- Sangmukwan - IJsselstein
- Chongmukwan - Urk
- Cheonjikwan - Veldhoven
- Chungmukwan - Groningen
- Keumgangkwan - Vaals

## Bondsdagen
De NHF organiseert tweemaal per jaar voor haar leden een bondsdag. Op deze bondsdag worden spelen gehouden voor de jeugd en/of seminars gegeven voor de volwassenen.

## Trainingen
Voor instructeurs worden maandelijks speciale trainingen gehouden op het hoofdkwartier. Leden die in training zijn voor hun zwarte band, of trainen voor hun volgende dan, kunnen tevens maandelijks terecht op de speciale trainingen voor danhouders.